# Lijst van roeibanen
In deze lijst van roeibanen zijn de banen opgenomen, waar internatrionale of kleinschalige roeiwedstrijden over 2000 meter georganiseerd worden. 

## Internationaal
Roeibanen waar, volgens FISA-reglementen, internationale roeiwedstrijden kunnen worden georganiseerd:
- Bagsværd, Kopenhagen, Denemarken
- Bled, Slovenië
- Bosbaan, Amsterdam, Nederland
- Harkstede, Groningen, Nederland (sinds 2015 drooggelegd t.b.v. Nieuwbouw)
- Dorney Lake, Eton, Verenigd Koninkrijk (OS 2012)
- Wedau, Duisburg, Duitsland
- Eagle Creek, Indianapolis, Verenigde Staten
- Elk Lake, Victoria (Brits-Columbia), Canada
- Fühlinger See, Keulen, Duitsland
- Nagaragawa, Gifu, Japan
- Guadalquivir, Sevilla, Spanje
- Hazewinkel (Bloso Sportcentrum), België
- Holme Pierrepont National Watersports Centre, Nottingham, Verenigd Koninkrijk
- Idroscalo, Milaan, Italië
- Kaukajärvi, Tampere, Finland
- Meer van Aiguebelette, Frankrijk
- Lake Barrington, Tasmanië, Australië
- Lake Karapiro, Hamilton, Nieuw-Zeeland
- Lake Mercer, Princeton, Verenigde Staten
- Lake Lanier, Atlanta Verenigde Staten (OS 1996)
- Meer van Banyoles, Banyoles, Spanje (OS 1992)
- Montreal, Canada
- Oberschleißheim, München, Duitsland (OS 1972)
- Ottensheim, Oostenrijk
- Penrith Lake, Sydney, Australië (OS 2000)
- Rotsee, Luzern, Zwitserland
- Roudnice, Racice, Tsjechië
- Schinias, Marathónas, Griekenland (OS 2004)
- St. Catharines, Canada
- Strathclyde Country Park, Motherwell, Schotland
- Wenen, Oostenrijk
- Willem-Alexander Baan, nabij Rotterdam, Nederland
- Xochimilco, Mexico-Stad, Mexico (OS 1968)
- Zagreb, Kroatië
- Meer van Varese, Varese, Italië
- Lake Malta, Poznan, Polen

## Niet-internationale afmetingen
De volgendse roeibanen zijn wel geschikt voor tweekilometer-wedstrijden, maar voldoen verder niet aan de FISA-eisen inzake aantal banen, gebouwde voorzieningen en dergelijke.
- Watersportbaan (Gent), België
- Watersportbaan Tilburg (Beekse Bergen), Nederland

## Plannen voor nieuwe roeibanen
- Watersportbaan Midden-Nederland, Utrecht